# BMW 329
La 329 è un'autovettura di fascia alta prodotta dal 1936 al 1937 dalla casa automobilistica tedesca BMW.

## Storia e profilo
L'introduzione, nel febbraio 1936, della BMW 326, dotata di una linea molto moderna ed aerodinamica, fece invecchiare di colpo la gamma BMW già presente in listino. In particolare, la BMW 319, che aveva ambizioni da vettura di fascia alta o medio-alta, sentì ad un tratto il peso degli anni, anche a causa di un progetto non più freschissimo visto che il telaio risaliva già al 1932, mentre la carrozzeria era pressappoco la stessa delle BMW 303. In realtà tra quest'ultima e la 319 non passarono molti anni, ma l'arrivo della moda delle linee aerodinamiche assestò un colpo tremendo al design pressoché squadrato delle vetture europee ancora rimaste a seguire i vecchi canoni stilistici. Era quindi ora di proporre qualcosa di più in linea con i tempi, anche per colmare il gap di prezzo venutosi a creare fra la 319 e la 326. Per questo motivo, la casa bavarese ebbe l'idea di realizzare un modello intermedio: innestare la moderna carrozzeria della 326 sul già collaudato telaio della 319, ovviamente con le dovute modifiche dovute al fatto che il telaio della 319 aveva un passo decisamente più corto di quello della 326 stessa, ben 47 cm in meno.

### Caratteristiche
La meccanica della 329 riprese le stesse identiche soluzioni previste per le 319. Fu riproposto quindi lo stesso motore a 6 cilindri in linea da 1911 cm³ con distribuzione a valvole in testa e con potenza massima di 45 CV a 3750 giri/min. 
Anche la trasmissione era la stessa, con frizione monodisco a secco e cambio a 4 marce. Identico a quello della 319 era pure il telaio, con freni a tamburo sulle quattro ruote, avantreno a ruote indipendenti e retrotreno ad assale rigido. 
La 329 fu proposta unicamente in versione cabriolet, nelle due configurazioni a 4 o a 2 posti e fu commercializzata in poco meno di un anno. Nell'estate del 1937 fu infatti tolta di produzione per lasciare il posto alla BMW 320, che andò a prendere il posto sia della 319 che della 329. Le ultime consegne della 329 si ebbero alla fine del 1937.
Fu prodotta in 1.179 esemplari.